# Nostalgia Critic
Nostalgia Critic je hlavní hrdina internetového zábavného pořadu The Nostalgia Critic, jehož každá epizoda je videorecenzí na film či seriál z osmdesátých či devadesátých let (ovšem pár epizod své časové a formátové vymezení lehce překročilo). Nostalgia Critic si často říká pouze Critic nebo NC a jeho recenzní styl se zakládá na rozhořčené kritice v kombinaci s vtipy, skeči a parodií.
Pořad The Nostalgia Critic stvořil Doug Walker, představitel jeho stejnojmenné hlavní postavy. Doug Walker žije v Chicagu, Illinois. Se scénářem a dalšími stránkami produkce mu pomahá jeho bratr Rob Walker. Spolu se brzy po uvedení pořadu na YouTube rozhodli založit vlastní stránku, That Guy with the Glasses, a tak začali spolupracovat se společností Channel Awesome.
Epizody The Nostalgia Critic vycházely každý týden od července 2007 do září 2012, kdy Doug Walker oficiálně pořad ukončil a nahradil jej novým projektem, Demo Reel. V lednu 2013 však vyhlásil zrušení Demo Reel a návrat k The Nostalgia Critic, tentokrát vydávaného každý druhý týden a bez časového omezení na recenzovaný materiál.

## Úspěšnost pořadu
Necelý rok po vydání první epizody The Nostalgia Critic se Walkerovi začala jeho videa vyplácet natolik, že ukončil své stálé zaměstnání a od té doby se věnuje pouze tvorbě internetové zábavy. Jen v roce 2009 byla návštěvnost jedné epizody The Nostalgia Critic mezi 100 000 a 200 000 zhlédnutími.
Několik osobností, o kterých se Nostalgia Critic ve svých videích kladně či negativně vyjádřil, se o jeho pořadu doslechlo a dalo jemu i světu najevo svou reakci:
- Slavný americký filmový kritik Roger Ebert ocenil jeho video o seriálu Siskel & Ebert.[7]

- Paul Dini, scenárista a producent seriálu Batman: the Animated Series, mu poděkoval za jeho vlídnou recenzi.[8]

- Tvůrci kresleného seriálu Animáci se doslechli o jeho kladné kritice a několik z nich poskytlo Walkerovi vyčerpávající skupinové interview.[9]

- Bývalá dětská herečka Mara Wilson se zkontaktovala s Dougem Walkerem poté, co ji známí upozornili, že na ni prý Nostalgia Critic ve svých videích podniká osobní útok. Nedorozumění bylo vyřešeno a Mara Wilson se nakonec objevila v recenzi na film Stačí si přát, kde se z ní stal jeho nový úhlavní nepřítel. Nedlouho poté spolu s Nostalgia Chick natočila recenzi svého nejslavnějšího snímku, Matilda.

- Juliette Danielle, která ztvárnila vedlejší roli v nechvalně známém filmu The Room, dala přes Facebook vědět, jak moc si užila jeho negativní kritiku řečeného filmu.[10]

## That Guy with the Glasses
Další rubriky Douga Walkera na stránkách That Guy with the Glasses jsou Bum Reviews (alter ego: Chester A. Bum, specializace: kinové premiéry filmů), Ask That Guy (alter ego: That Guy with the Glasses, specializace: humorné odpovídání na otázky diváků), Video Game Confessions (alter ego: barman Dominic, specializace: humorné historky o videoherních postavách) a Sibling Rivalry (obsazení: Doug a jeho bratr Rob, typ: vlog o právě zhlédnutém filmu). Příležitostně vydává epizody That Guy Riffs (kopie formátu pořadu RiffTrax, k níž vyhráli svolení v soutěži o nejlepší „riff“) a sestavuje seznamy nej- věcí v populární kultuře, a to jak za sebe (Top 10...), tak za Nostalgia Critica (Top 11...). K ukončeným pořadům se řadí Film v pěti sekundách a nyní i Demo Reel.
K příležitosti výročí existence That Guy With the Glasses bratři Walkerové vyrábí speciální videa, na jejichž natáčení sezvou další recenzenty ze své stránky. Za zmínku stojí jejich druhý, třetí a čtvrtý výroční film: Kickassia, Suburban Knights a To Boldly Flee.
Další významní recenzenti na That Guy With the Glasses jsou: Linkara (specializace: komiksy), Cinema Snob (krvavé a pornografické snímky z 60. až 90. let), Nostalgia Chick (ženský protějšek Nostalgia Critica), Phelous (hororové filmy), Paw (hudba v různých médiích), Film Brain (filmy od 90. let po současnost), Obscurus Lupa (žánrové filmy) a Todd In the Shadows (hudební hity). Stránka též sdílí několik videoherních recenzentů se stránkou Blistered Thumbs, z nichž nejznámější je Angry Joe.